# Weberhaus (Merkendorf)
Das Weberhaus, auch Schöffenhaus, ist ein zweigeschossiger giebelständiger Satteldachbau mit rückwärtigem Halbwalm in der Weberstraße 7 der Stadt Merkendorf im Fränkischen Seenland (Mittelfranken). Das Gebäude steht unter Denkmalschutz.

## Bau
Das Gebäude wurde 1672 errichtet. Die massive Fassade stammt aus der Mitte des 19. Jahrhunderts.
Das Weberhaus wurde nach jahrelangem Leerstand von 2000 bis 2010 grundlegend saniert und 2010 mit der Denkmalschutzmedaille ausgezeichnet. In seinen Räumen stellen Merkendorfer Künstler aus. Zudem ist geplant, das Gebäude für Ausstellungszwecke einer örtlichen Schreinerei zu nutzen.